# Gunder Bengtsson
Arne Bernt Gunder Bengtsson (Torsby, 2 februari 1946 – Sveg, 2 augustus 2019) was een Zweeds voetbaltrainer.

## Biografie
Bengtsson werd geboren in Torsby en groeide op in het nabijgelegen dorp Sysslebäck. Hij voetbalde op zijn zestiende in het eerste elftal van de lokale voetbalvereniging voor hij er speler-coach werd. Bengtsson volgde de politieacademie en werkte als politieagent, terwijl hij zijn trainersdiploma's haalde. Op de trainerscursus ontmoette hij Sven-Göran Eriksson, die uit het nabijgelegen Torsby kwam, met wie hij een hechte vriendschap ontwikkelde. In 1979 behaalden beiden het hoogste trainersdiploma.
In 1981 werd hij door Eriksson gevraagd hem te assisteren bij IFK Göteborg. Na het vertrek van Eriksson, na het winnen van de UEFA Cup halverwege het Zweedse seizoen in 1982, was hij tijdelijk hoofdcoach. Hierna ging hij aan de slag bij Vålerengen IF in Noorwegen, Nadat hij de club aan het eind van het seizoen 1983 landskampioen had gemaakt vertrok hij januari 1984 naar het Portugese Madeira, waar hij echter na een paar maanden alweer op non-actief werd gesteld. Hierop keerde hij terug bij Vålerengen IF en maakte de ploeg in 1984 voor een tweede maal kampioen.
Van 1985 tot 1987 was Bengtsson trainer van IFK Göteborg. Met Göteborg behaalde hij in 1986 de halve finale van de UEFA Cup, waarin de ploeg tegen FC Barcelona een 3-0 thuisoverwinning teniet gedaan zag worden in de returnwedstrijd en uiteindelijk verloor op strafschoppen. Het jaar erna was het wel raak en wist de club de UEFA Cup te bemachtigen. Hierna vertrok Bengtsson naar het Griekse Panathinaikos FC, waar hij tweemaal de Griekse voetbalbeker wist te veroveren. Begin november 1989 werd hij, na een 6-1 nederlaag tegen Dinamo Boekarest in de Europacup II, ontslagen.
In december 1989 werd hij aangesteld als trainer van Feyenoord naast Pim Verbeek, die in zijn eerste seizoen, als jonge trainer, een slechte competitiestart maakte met de club en in de onderste regionen van de ranglijst stond, 16de van de 18 eredivisieclubs. Officieel mocht Bengtsson geen veldtrainingen leiden, daar hij niet de juiste papieren had. Hierdoor werd er gekozen voor een constructie waarin Verbeek en hij op een gelijke positie stonden. Als gevolg van de herverdeling van de taken, besloten clubiconen Coen Moulijn en Cor van der Gijp op te stappen. In Rotterdam kon de autoritaire Bengtsson niet overtuigen. Hij trachtte met boetesystemen en conditietrainingen het elftal in het gareel te krijgen, hetgeen hem niet echt lukte. Bengtsson wilde alle 11 posities in het elftal bij Feyenoord 3-voudig bezet hebben, dus hij wilde met een selectie, bestaand uit 3 x 11 = 33 spelers spelen. Feyenoord klom 5 plaatsen op tot een 11e plaats in de eredivisie in dat seizoen 1989/1990, al was het doelsaldo wel zodanig, dat Feyenoord het vrijwel hele seizoen steeds 6 plaatsen hoger had kunnen staan dan op basis van het puntental. In de zomer van 1990 werd Bengtsson benaderd door de Zweedse voetbalbond om bondscoach te worden van het Zweeds voetbalelftal. Hij besloot echter zijn contract bij Feyenoord uit te dienen.
In de zomer van 1990 werd het technische team van Feyenoord nog verder versterkt met sportief directeur Ger Lagendijk. Ook het seizoen daarna, 1990/1991 wist Bengtsson de club niet op de rails te krijgen. In de winterstop werd het team voor 8 miljoen gulden versterkt met onder andere Mark Farrington, Rob Witschge en Marian Damaschin, maar ook hierna werden de resultaten niet beter. In maart 1991 werden hij en Verbeek na een 6-0 nederlaag tegen PSV, samen met sportief directeur Lagendijk, aan de kant gezet. Op dat moment stond Feyenoord 14de van de 18 eredivisieclubs. Bengtsson werd vervangen door clubicoon Wim Jansen, die overkwam van SVV. Feyenoord eindigde als 8e in 1990/1991 en won de KNVB Beker.
Na zijn periode bij Feyenoord, werd Bengtsson in 1992 technisch manager bij het Zweedse Örgryte IS, waar hij tot 1996 zou blijven. Hierna was hij onder andere kort trainer bij PAOK Saloniki, waar hij Arie Haan opvolgde, die op zijn beurt naar Feyenoord toeging, en Apollon Limassol op Cyprus.
In 2001 werd Bengtsson trainer van het Noorse Molde FK. De club was overgenomen door zakenman Kjell Inge Røkke, die eerder Wimbledon FC had overgenomen. Bengtsson kreeg van de clubeigenaar de vrije hand zijn selectie samen te stellen. Hij sprak bij zijn aanstelling de ambitie uit dat Molde FK in 2005 de grootste club van Noorwegen zou zijn. In mei 2003 nam hij ontslag, omdat er in zijn ogen te weinig vooruitgang was bij de club. Daarna trok hij zich terug uit het professionele voetbal en vestigde zich in het dorp Sveg in Härjedalen.
Bengstsson overleed in augustus 2019 op 73-jarige leeftijd in zijn slaap. Hij was toen al langere tijd ziek.

## Stijl
Bengtsson stond bekend als een ambitieuze, stugge trainer met uitgesproken ideeën, waar hij moeilijk van afweek. Hoewel hij bekend stond als vriendelijk en voorkomend, ging er achter hem een meedogenloze trainer schuil, die lastig kon zijn als je met hem van mening verschilde. Bengtsson stond bekend als een autoritaire trainer. Hij liet zijn ploegen erg behoudend spelen, waarbij de spitsen al onderdeel vormden van het verdedigingsplan en er weinig ruimte was van creatieve invulling van de spelers. Daarnaast legde hij een grote nadruk op conditietrainingen. Bengtsson stond bekend als zwijgzaam en ook voor de media moeilijk benaderbaar. Hij hield er niet van in de schijnwerpers te staan.

## Persoonlijk
Bengtsson was goed bevriend met voetbaltrainer Sven-Göran Eriksson, die evenals Bengtsson afkomstig was uit de streek Värmland.

## Erelijst
| Competitie           |              |                            |              |              |
| Competitie           | Aantal       | Jaren                      |              |              |
| IFK Göteborg         | IFK Göteborg | IFK Göteborg               | IFK Göteborg | IFK Göteborg |
| -------------------- | ------------ | -------------------------- | ------------ | ------------ |
| Allsvenskan          | 2×           | 1982 (als assistent), 1987 |              |              |
| Zweedse voetbalbeker | 1×           | 1982 (als assistent)       |              |              |
| UEFA Cup             | 2×           | 1982 (als assistent), 1987 |              |              |
| Vålerenga IF         |              |                            |              |              |
| Eliteserien          | 2×           | 1983, 1984                 |              |              |
| Panathinaikos        |              |                            |              |              |
| Griekse voetbalbeker | 2×           | 1988, 1989                 |              |              |